# ウィリアムとウィリアムのウィリアムたち
『ウィリアムとウィリアムのウィリアムたち』（朝鮮語: 윌리엄과 윌리엄의 윌리엄들）はキム・ヨンミ 脚本・作詞、ナムグン・ユジン 作曲のミュージカル。18世紀にロンドンで起きたアイアランド贋作事件を素材にしている。初演 2023年3月8日 ソウル アートワンシアター。

## 参考資料
- 윌리엄과 윌리엄의 윌리엄들 10x10
- ミュージカル「ウィリアムとウィリアムのウィリアムたち」| スタブアイコン | サブスタブ | この項目は、まだ閲覧者の調べものの参照としては役立たない、舞台芸術に関連した書きかけの項目です。この項目を加筆・訂正などしてくださる協力者を求めています（P:舞台芸術）。 |  - 表示
  - 編集